# Csillagsokszög
Csillagsokszöget olyan zárt töröttvonal alkot a síkban, ami metszi saját magát. Emiatt a tulajdonsága miatt sokszor nem is tekintik sokszögnek. Vannak szabályos csillagsokszögek is; sokszor ezeket nevezik csillagsokszögnek, mert csak ezeket tanulmányozták részletesebben.

## Szabályos csillagsokszög
A sík véges sok egymáshoz csatlakozó szakasza szabályos csillagsokszöget alkot, ha bármelyik szakasz alkalmas egybevágósággal bármelyik szakaszba átvihető úgy, hogy közben az egész alakzat önmagába megy át. A szabályos sokszögeket – bár e feltételt kielégítik – nem nevezzük csillagsokszögeknek. Ilyen csillagsokszöget alkot egy szabályos sokszög azon átlóinak összessége, amelyek a középponttól (zérustól különböző) egyenlő távolságra vannak. Általánosabb csillagsokszöget kapunk akkor, ha egy szabályos sokszög csúcsait – egyesek bizonyos szabály szerinti elhagyásával – az összes nem szomszédos többi csúccsal összekötjük.

## Tulajdonságok
- Egy adott oldalszámhoz több szabályos csillagsokszög is lehet; például kilencoldalú szabályos sokszög minden második, vagy minden negyedik csúcsát összekötve szintén szabályos csillagkilencszöget kapunk. A csúcsok távolságának és az oldalszámnak relatív prímeknek kell lenniük. Ekkor a csillagsokszög Schläfli-szimbóluma a csúcsszám/csúcsok távolsága.
- Az {n/k} szimbólumú szabályos csillagsokszög szimmetriacsoportja a 2n rendű Dn, k-tól függetlenül.
- Egyes matematikusok területet tulajdonítanak a csillagsokszögeknek. Ehhez a háromszögeléses módszert használják. Kijelölnek egy pontot a sokszögben, és összekötik a sokszög csúcsaival; ezzel kész a háromszögelés. Az így kapott háromszögek területét összeadják, ügyelve arra, hogy a sokszöggel ellentétes irányítású háromszögek területét negatívnak vegyék.
- Az előbbi területszámítás multiplicitással tekinti a csillagsokszög belsejét. Ezen kívül lehet a belsőt paritási alapon tekinteni. Ekkor a csillagötszög kétszer számolt belső ötszöge a sokszög külsejéhez tartozik, és így a terület is kisebb lesz.
- Azok, akik poliédereket modelleznek, a belső élek nélkül építik meg a csillagsokszög alakú lapokat.
- A szabályos csillagsokszögek a {\displaystyle x\mathbb {Z} _{n}} véges csoportok mellékosztályainak diagramjának tekinthetők a {\displaystyle \mathbb {Z} _{n}} csoportban.

## Példák
{5/2}
{7/2}
{7/3}
{8/3}
{9/2}
{9/4}
{10/3}

## Nem szabályos csillagsokszögek

Nem szabályos csillaghatszög

Nem minden csillagsokszög szabályos. Nem szabályos, de körbe írható csillagsokszögek például egyes félig szabályos testek csúcsalakzatai. Ezt az egy csúcs körüli lapok sorrendje határozza meg, amiben lehetséges mind a visszafelé haladás, mind a többszörös körüljárás.
Egy másik példa egy olyan hatszögű alakzat, amiben két konkáv deltoid fonódik össze.

## Általánosítás

Hexagramma: jele 2{3} vagy {6/2}

Enneagramma: jele 3{3} vagy {9/3}

Ha a sokszög csúcsszáma és a csúcsok távolsága nem feltétlenül relatív prím, akkor a csillagsokszögek általánosításaként csillagalakzatokhoz jutunk. Ha a legnagyobb közös osztó egynél nagyobb, akkor több, egymáshoz képest elforgatott kisebb oldalszámú csillagsokszöghöz jutunk. Ezekre ugyanúgy az {n/m} jelölést használják, mint a csillagsokszögekre. Grünbaum (1994) javasolta az m{n} jelölést. Ezzel k csillagsokszög együttese k{n/m}. Ennek előnye, hogy például két csillagötszög együtt 2{5/2} írható, amiből azonnal látszik, hogy miről van szó, míg ez a {10/4} jelölés esetén rejtve marad.
Az Izrael zászlaján megjelenő hexagramma a szabályos hatszöghöz hasonlóan szerkeszthető.
Ha az alakzatban a szemben fekvő csúcsokat kötjük össze, akkor elfajult csillagsokszöghöz jutunk. Ez az alakzat n/2 egyenesszakaszból áll.

## A kultúrában és a művészetben
A csillagalakzatok fontos szerephez jutnak a kultúrában és a művészetben. Lehetnek szabályosak, vagy szabálytalanok, de ezek az alakzatok mind nagy szimmetriával bírnak.
- A csillagötszög {5/2} pentagrammaként ismert. Sok vallási vagy mágikus kultusz, az okkultizmus jelképe.
- A {6/2} alakzat a Dávid-csillag.
- A {7/3} és a {7/2} heptagrammák szintén az okkultizmushoz kapcsolódnak. A kabbala és a wicca hagyomány is használja.
- A {8/2} alakzat hindu jelkép.
- A {8/3} csillagsokszög és a {16/6} összetett csillagalakzat a mogul művészet kedvelt motívumai.
- Egy összetett enneagramma titkos társaságok jelképe volt. Gurdjieff az alapvető univerzális kozmikus törvényekről szóló tanításaiban használta.
- Egy tizenegy pontú csillag jelenik meg Nemat Ollah Vali sah sírkövén.

Egyes szimbólumok önmagába fonódva ábrázolják az alakzatot, esetleg több színt használnak.
|  |  |